# واقعه ۱۳۵۹ ممسنی
رویداد ۸ آذر حادثه‌ای خونین بود که در آذر ۱۳۵۹ در ممسنی رخ داد. ابعاد مختلف این حادثه هنوز روشن نیست. نشریه فراسو (پاییز و زمستان ۱۳۹۳) در ویژه‌نامه‌ای به این حادثه پرداخته‌است.

## ماجرا
در آذر ۱۳۵۹ عده‌ای از فرهنگیان شهرستان ممسنی به‌دلیل نارضایتی از عملکرد رئیس وقت آموزش و پرورش خواستار برکناری او شدند. این اعتراضات به درگیری مسلحانه انجامید و عده‌ای کشته شدند. برخی به نقش عبدالرسول موسوی فرمانده وقت سپاه ممسنی در این درگیری‌ها اشاره می‌کنند.